# ゴウカ

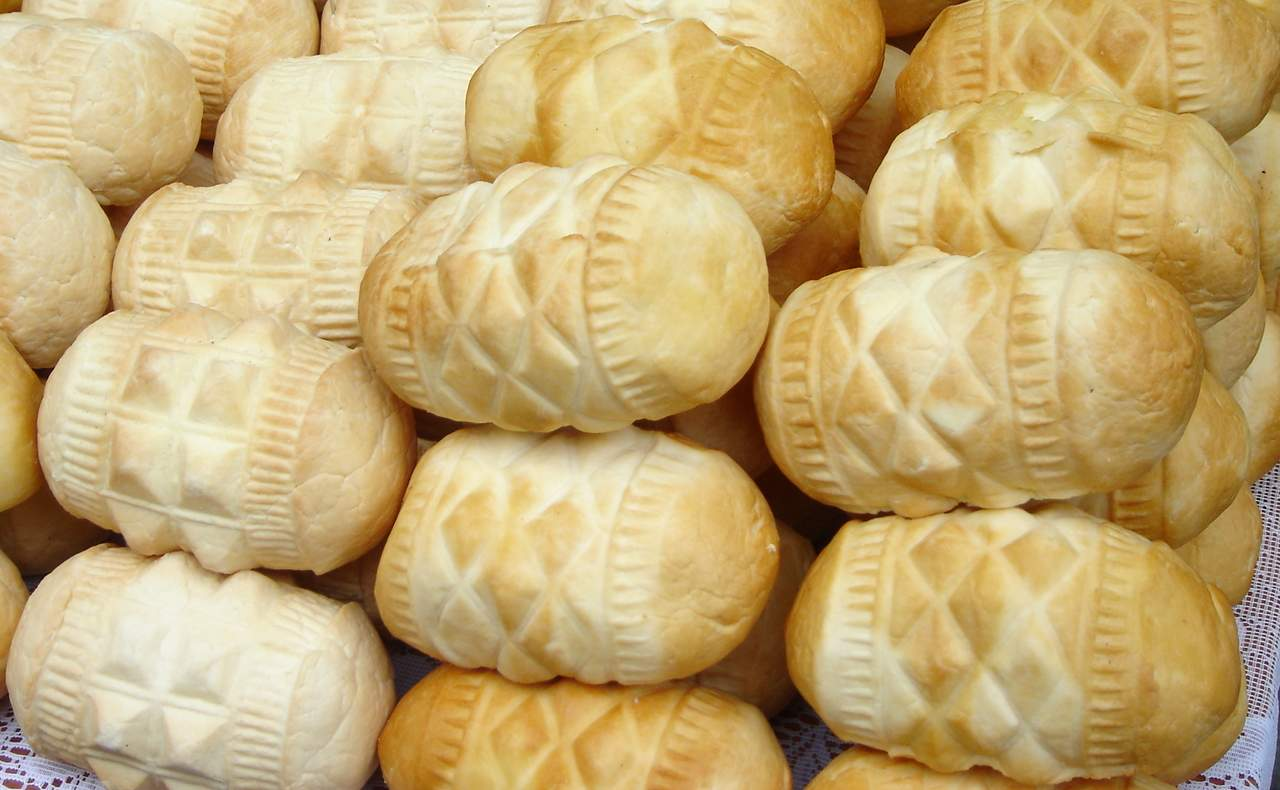
cylindricalオスツィペックと似た円筒形のゴウカ

ゴウカ(Gołka)は、ポーランドのチーズである。オスツィペックやオシュティエポクと似ているが、牛乳だけを用いて作る。また形も異なり、オスツィペックは両端が先細の紡錘形であるのに倒して、円筒形に作られる。通常、表面には、成形する際に用いる木型に由来する装飾模様が描かれる。マイルドな円味で、燻製香を持つ。